# إستر بران
إستر بران (بالإنجليزية: Esther Brann)‏ هي كاتبة للأطفال وكاتِبة أمريكية، ولدت في 1899، وتوفيت في 1998.